# Olof Ängeby
Olof Artur Ängeby, född 28 oktober 1910 i Västra Sönnarslövs församling, Skåne, död 17 juni 1984 i Hammarö församling, Värmlands län
, var en svensk rektor samt docent i geografi.
Olof Ängeby var son till en lantbrukare. Han avlade folkskollärarexamen 1932 och blev filosofie magister vid Lunds universitet 1938, filosofie licentiat 1942 samt filosofie doktor 1947 på en avhandling om Landformerna i nordvästra Jämtland och angränsande delar av Nord-Tröndelag. Ängeby blev biträdande lärare vid Lunds universitet 1947 och var docent i geografi, särskilt naturgeografi vid Lunds universitet 1951–1953. Han var lektor vid folkskoleseminariet i Karlstad 1950–1956 och rektor för Hola folkhögskola 1957–1959.
1959 återvände han till folkskoleseminariet i Karlstad och blev dess rektor. Folkskoleseminariet omvandlades 1968 till Lärarhögskolan i Karlstad, vars rektor Olof Ängeby var fram till 1976.